# Oliver Mathai

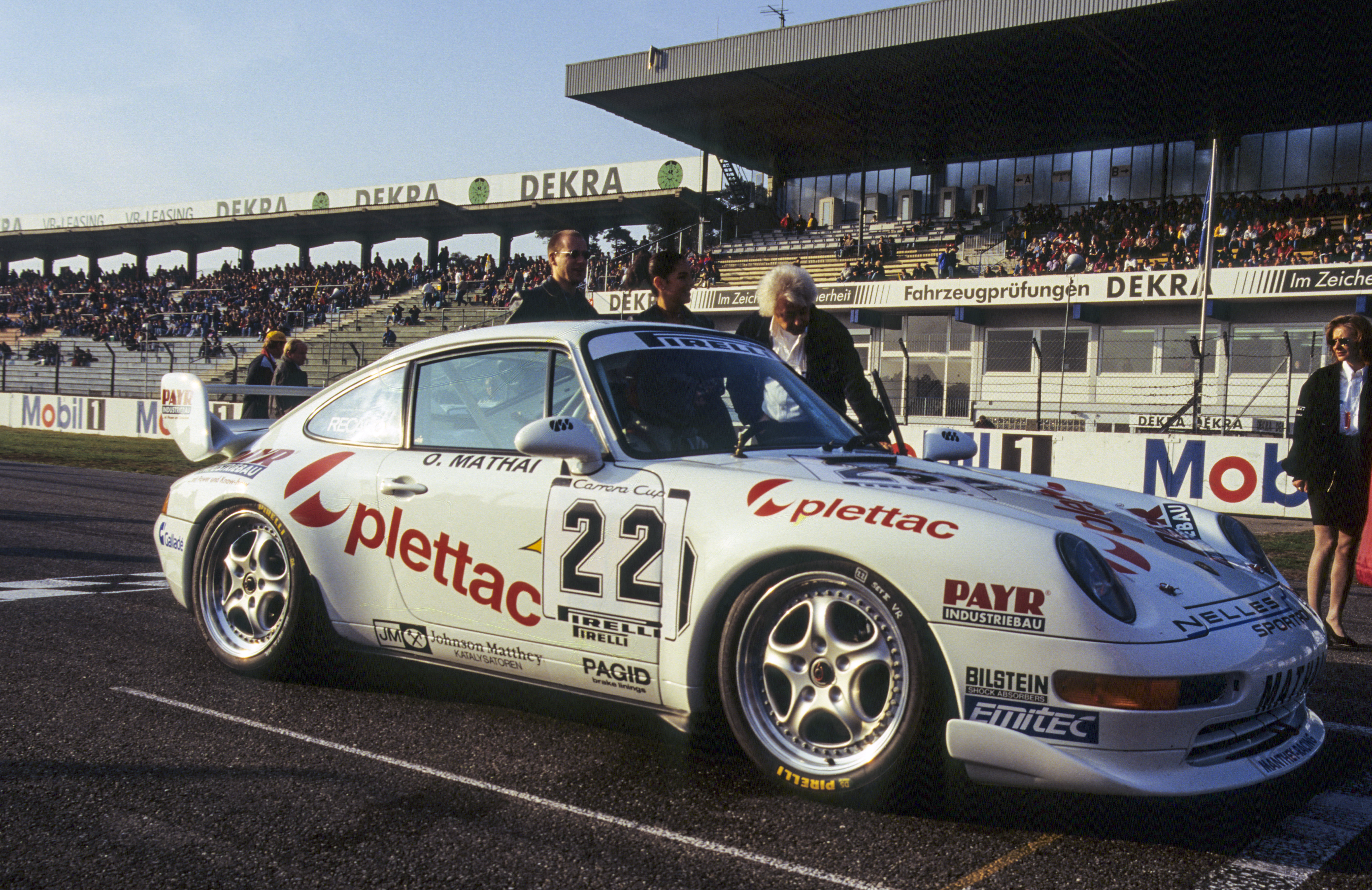
Wagen von Oliver Mathai beim Porsche Carrera Cup Deutschland (1996)

Oliver Mathai (* 5. Januar 1968) ist ein deutscher Automobilrennfahrer.

## Karriere
Oliver Mathai startete seine professionelle Motorsport-Laufbahn Anfang der 1990er Jahre. 1993 fuhr er zusammen mit Edgar Dören und Wolfgang Mathai in einem Porsche 911 Carrera 2 beim 24-Stunden-Rennen von Daytona und erzielte den 13. Platz in der Gesamtwertung. Ein Jahr später fuhr er abermals mit Olaf Manthey und Wolfgang Mathai in Daytona – musste das Rennen wegen Motorschaden jedoch vorzeitig beenden.
Von 1994 bis 1997 und 2000 ging er im Porsche Carrera Cup Deutschland an den Start. Sein bestes Ergebnis erreichte er dort 1995 mit dem Vizemeistertitel. Parallel fuhr er von 1996 bis 2001 im Porsche Supercup und konnte in den Jahren 1997 bis 1999 dreimal in Folge den 2. Platz in der Meisterschaft hinter Patrick Huisman gewinnen.
2004 trat Mathai eine Saison für das Team JP Racing mit einem Porsche 911 GT3 RS Typ 996 in der N-GT-Klasse der FIA-GT-Meisterschaft an. Zusammen mit Jens Petersen und Jan-Dirk Lüders wurde er 19. In der N-GT-Wertung und 34. In der Gesamtwertung. Im Folgejahr fuhr er nur das 1000-km-Rennen von Monza in der Le Mans Endurance Series für JP Racing und beendete das Rennen mit dem 19. Rang.
Nach einer Pause in 2006 startete er von 2007 bis 2015 regelmäßig beim 24-Stunden-Rennen auf dem Nürburgring. Dort fuhr er ausschließlich einen Aston-Martin-Vantage-Rennwagen. Seine größten Erfolge in diesem Rennen erzielte er 2008 auf einem Aston Martin V8 Vantage N24 und 2009 auf einem Aston Martin V12 Vantage mit jeweils dem SP8-Klassensieg.
Seit 2008 tritt Mathai bei Rennveranstaltungen mit klassischen Rennfahrzeugen an. 2008 fuhr er mit einem Porsche 962C auf dem dritten Platz in der Le Mans Legend. 2018 und 2019 startete er in der Classic Endurance Racing. Dort platzierte er sich 2019 mit einem Porsche 924 GTR auf dem 11. Platz der Gesamtwertung.